# 馬賊
馬賊（ばぞく）とは、騎馬の機動力を生かして荒し回る賊。清末から満洲国期に満洲周辺で活動していた、いわゆる満洲馬賊が有名。

## 解説
馬賊というと「盗賊団」というイメージが強いが、元々は自衛組織（土匪・匪賊）の中の遊撃隊のような役割であった。当時の満洲では清朝の衰退によって治安が悪化しており、盗賊がはびこっていたためである。
これに対抗するため、民衆は自衛組織を作り、盗賊に対抗していた。しかし満洲内の混乱が進むにつれ、力を持った馬賊が本来の「自衛」を越えて盗賊まがいな行為も行う場合があった。
また、満洲で日本軍の支配が強くなるにしたがい、馬賊は日本人とも衝突するようになり、満洲各地で日本軍ないし日本人を襲う事件が発生する。現在の日本人が抱く「馬賊」のイメージは、この頃のものである。しかし、全ての馬賊が抗日姿勢を示したわけではない。当時は、外蒙古の支配を確実にしたソビエトが満洲での影響力を高めるための工作手段として馬賊を利用しようとしており、同時に内蒙古・満洲の共産主義化を食い止めるため関東軍も馬賊を利用していた。日ソ双方の思惑により、馬賊は機動工作部隊としての色を帯びていく事となる。
また、馬賊の中には軍閥に成長するものもあった。馬賊出身の軍閥としては張作霖・馬占山等が有名であるが、彼らは当時中国で繰り返されていた政権交代の混乱に乗じて、その時々の政権の軍事的後見を担う事で連携していた（当時の中国には徴兵制度等はなく、政権に雇われた馬賊が「正規軍・政府軍」であり、また、馬賊の頭目が勝手に官職や軍の階級を自称する例もあった）。ただその連合も、馬賊をめぐる各勢力の思惑の変遷もあって決して長期安定的なものではなくその時々で連携先を変え、離合集散を常とした。
満洲国崩壊後は、馬賊組織も衰退していった。また、その後の国民党と共産党の内戦（国共内戦）でそれぞれの陣営に取り込まれて離合集散しながら、軍の一部に組み込まれていった。

## 関連文献
渡辺龍策（1903年 - 1988年）の著作がある。
- 『馬賊 日中戦争史の側面』 中公新書、初版1964年
- 『馬賊頭目列伝』 秀英書房、新版徳間文庫
- 『大陸浪人』 徳間文庫
- 『川島芳子 その生涯　見果てぬ滄海』 徳間文庫
- 『馬賊夕陽に立つ 密偵・潜行・謀略の大地』 現代史出版会
- 『馬賊社会誌』 秀英書房

※復刊を含む近年刊行の著作。
- 渋谷由里『馬賊で見る「満洲」 張作霖のあゆんだ道』 （講談社選書メチエ、2004年）
- 朽木寒三『馬賊戦記 小日向白朗　蘇るヒーロー』上下 （新装改訂版 星雲社（発売）、2005年）
- 白雲荘主人『張作霖』（中公文庫、1990年）

## 有名な馬賊の頭目
- 張作霖
- 張景恵
- 謝文東
- 小日向白朗（馬賊名は尚旭東）
- 伊達順之助（中国名：張宗援）
- 斉藤菊次郎（中国名：催健軍）
- 馬占山
- 原田左之助　新撰組隊士。1868年に死亡したとされるが、日本を脱出して馬賊になったとの説もある。明治40年（1907年）頃、原田左之助を名乗る老人が現れたという。
- 山本菊子

## 関連のある歌
馬賊の歌（作詩：宮島郁芳、作曲：不肖）大正11年

## その他
西村寿行 - 父が馬賊である。
明治の北海道開拓時代、請負工事業者の間に入って落札金額の談合の調整を行なうことで不当な利益を得ていた人間も、その暗躍する姿から当時「馬賊」と呼ばれていた。